# Arden Sogn
Arden Sogn er et sogn i Hadsund Provsti (Aalborg Stift).
I 1934 blev Arden Kirke opført som filialkirke, og Arden blev et kirkedistrikt i Storarden Sogn. Det hørte til Hindsted Herred i Ålborg Amt. Astrup-Storarden sognekommune inkl. kirkedistriktet blev ved kommunalreformen i 1970 indlemmet i Arden Kommune, der ved strukturreformen i 2007 indgik i Mariagerfjord Kommune.
Da kirkedistrikterne blev nedlagt 1. oktober 2010, blev Arden Kirkedistrikt udskilt som det selvstændige Arden Sogn. Men 2. december 2012 blev Storarden Sogn tværtimod indlemmet i Arden Sogn. 
I Arden Sogn ligger Arden Kirke og Storarden Kirke.
I sognet findes følgende autoriserede stednavne:
- Arden (bebyggelse)
- Hesselholt Huse (bebyggelse, ejerlav)
- Hesselholt Skov (areal)
- Holthuse (bebyggelse, ejerlav)
- Hvarre (bebyggelse)
- Skelhus (bebyggelse)
- Skovhuse (bebyggelse)
- Store Arden (bebyggelse, ejerlav)
- Store Arden Skov (areal)
- Vejrholt (bebyggelse, ejerlav)